# دعد و رباب
دَعد و رَباب دو معشوقهٔ مثلی عرب بودند که داستان‌های آنان در ادبیات فارسی نیز بازتاب داشته‌است. نکته مهم در باب این زوج عشقی که منشأ اختلاف نظرهایی شده، تأنیث هر دو اسم در زبان عربی است.
دعد یکی از زنان معروف عرب بوده در ادب فارسی وی را عاشق، و رباب را (که آن هم اسم زنی بوده) را معشوق پنداشته‌اند.
در الفهرست ابن الندیم در جزو کتب اسمار و خرافات و داستان عشاق عرب «کتاب الرباب و زوجها اللذین تعاهدا» و «کتاب عامر و دعد جاریة خالصة» آمده‌است. از این‌رو، نام «کتاب دعد والرباب» که هم ابن الندیم تحت عنوان «اسماء عشاق الانس للجن و عشاق الجن للانس» ذکر نموده این ظن را در خاطر تولید می‌کند که شاید اشارهٔ شعرای ایران به این عاشق و معشوق باشد.

## در ادب فارسی
شرح دلدادگی آنها در شعر شعرای فارسی قرن ۶ به ندرت دیده می‌شود. التفات شاعران این دوره بیشتر معطوف به سیر داستانی آنها و تشابه لغوی رباب با ساز معروف موسیقی است.
در بین شاعران سبک سلجوقی تنها در اشعار امیر معزی، فلکی شروانی و خاقانی نام این زوج عشقی بکار رفته‌است.
ناصر خسرو و اغلب شعرای آن عصر، دعد و رباب را که نام دو زن از زن‌های عرب است، مثل لیلی و سلمی، عاشق و معشوق فرض کرده است؛ یعنی دعد را عاشق و رباب را معشوق پنداشته‌اند؛ مثل لیلی و مجنون. گاه بعضی نظیر محمد شادی‌آبادی گوید دعد نام مردی است، عاشق رباب و رباب نام زنی که معشوقه دعد بود.